# Machuella ventrisetosa
Machuella ventrisetosa är en kvalsterart som beskrevs av Hammer 1961. Machuella ventrisetosa ingår i släktet Machuella och familjen Machuellidae.

## Underarter
Arten delas in i följande underarter:
- M. v. ventrisetosa
- M. v. bilineata
- M. v. plicata
- M. v. pyriformis
- M. v. robusta
- M. v. zehntneri